# Werner Radig
Werner Radig (ur. 29 sierpnia 1903 w Wurzen  – zm. 12 sierpnia 1985 w Berlinie Wschodnim) – niemiecki profesor, archeolog i etnograf.
Doktorat z filozofii napisał w roku 1933. Od roku 1936 profesor w Wyższej Szkole Pedagogicznej w Elbing. Od roku 1937 członek NSDAP. W roku 1941 został kierownikiem sekcji prehistorii przy IDO w Krakowie, szkoły wyższej finansowanej przez Alfreda Rosenberga i NSDAP.
Po wojnie był profesorem prehistorii w Instytucie Geografii i Geoekologii przy Niemieckiej Akademii Nauk w NRD.
Jego prace naukowe Otto der Große, Erläuterungsheft zu einem Wandbild von Franz Roubal (1938) i Germanenerbe im Weichselraum (1941) znalazły się na liście książek zakazanych przez sowiecką cenzurę.
W latach 1941–1942 był kierownikiem misji archeologicznej w Bachórzu.
W 1978 został odznaczony Orderem Zasług dla Ojczyzny.